# We Found It
We Found It è il nono album in studio collaborativo dei cantanti statunitensi Porter Wagoner e Dolly Parton, pubblicato nel 1973.

## Tracce
Side 1
1. Love City – 1:58 (Porter Wagoner, Tom Pick)
2. Between Us – 1:47 (Dolly Parton)
3. We Found It – 2:30 (Wagoner)
4. Satan's River – 2:35 (Wagoner)
5. I've Been Married (Just as Long as You Have) – 2:44 (Parton, Wagoner)

Side 2
1. I Am Always Waiting – 2:14 (Wagoner)
2. Sweet Rachel Ann – 2:56 (Parton)
3. That's When Love Will Mean the Most – 1:54 (Wagoner)
4. Love Have Mercy on Us – 2:52 (Parton)
5. How Close They Must Be – 2:27 (Wagoner)